# Kolonialita
Kolonialita je pojem, jenž označuje trvalé strukturální sociální, ekonomické, politické a kulturní důsledky kolonialismu, a to i po skončení formální koloniální nadvlády. Zahrnuje způsoby, jimiž kolonialismus hluboce ovlivnil společnost a vytvářel její strukturu a ideologie. Koncept koloniality byl rozpracován a zpopularizován peruánským sociologem Aníbalem Quijanem jako teoretický rámec pro pokusy o kritickou reflexi modernity zdůrazňující oblast poznání a nezápadní, v tomto případě latinskoamerické, historické zkušenosti a z nich plynoucí perspektivy.
Pochopení koloniality je nezbytné pro pochopení složitosti postkoloniálních společností a řešení přetrvávajících problémů spojených s nerovností, diskriminací a sociální spravedlností. Vědci často analyzují kolonialitu, aby odhalili její dopady na různé aspekty společnosti a usilovali o spravedlivější budoucnost.

## Kolonialita jako reakce na modernitu
Modernita označuje období v dějinách, kdy docházelo k radikálním společenským, ekonomickým a kulturním změnám. Vyznačuje se přechodem od tradičních společností k moderním, urbanizovaným a průmyslovým strukturám. Avšak evropská modernita podle Quijana zahrnuje specifický typ racionality, který byl používán k legitimizaci a upevnění koloniální moci. Tato racionalita sloužila k označení Evropy jako kulturně a intelektuálně nadřazené, což poskytovalo zdůvodnění pro koloniální expanzi a nadvládu. Quijano také zdůrazňuje otázku rasy jako podstatného prvku eurocentrické modernity.

## Kolonialita vědění
Kolonialita vědění popisuje systematické formy produkce a šíření znalostí ovlivněné historií kolonialismu, které upozaďují nezápadní perspektivy. Tento koncept zdůrazňuje trvalý dopad kolonialismu na intelektuální struktury a potřebu opravit tuto nerovnováhu. Historicky koloniální mocnosti nejen prosazovaly svou dominanci prostřednictvím vojenských a ekonomických prostředků, ale i vnucením svého vidění světa, což vytvořilo globální systém znalostí preferující západní paradigma a marginalizující lokální moudrost a perspektivy.
Kolonialita vědění ovlivňuje vzdělávací systémy, výzkumné postupy a média. Učební plány a výzkumné metody často reflektují eurocentrické zkreslení, podporující jediný narativ a ignorující místní znalostní systémy. Mediální reprezentace dále posiluje tuto koloniální dynamiku, deformuje vnímání a upevňuje mocenské nerovnováhy. Reflexe koloniality vědění vyžaduje komplexní přístup, včetně revize akademických osnov, podpory místních výzkumných metod a posílení nezápadních hlasů v médiích a jiných platformách pro šíření znalostí.

## Kolonialita moci
Kolonialita moci jako koncept, který vznikl spolu s evropskou kolonizací Ameriky a západní Evropy. Jeho klíčovým prvkem je rasa jakožto sociální klasifikace kolonizovaných a kolonizátorů. Tento koncept se liší od předchozích forem kolonialismu tím, že vytváří vztah biologicky a strukturálně nadřazených a podřazených.
Během kolonizace Jižní Ameriky evropskými mocnostmi byly stanoveny dvě klíčové osy, z nichž jednou byla osa týkající se rasy. Rasa začala sloužit k zdůraznění rozdílů mezi dobyvateli a dobývanými, a to prostřednictvím důrazu na určité biologické rozdíly, což vedlo k pocitu podřazenosti určitých ras. Evropané na kolonizovaných místech potlačovali místní kulturu ve prospěch evropské.
Kolonialita moci není omezena pouze na problémy rasistických sociálních vztahů, ale proniká a moduluje základ eurocentrického kapitalistického koloniálního/moderního světového systému.
Eurocentrický pohled na historii Jižní Ameriky zkresluje realitu, ačkoli uznává evropský vliv, často přehlíží skutečné problémy daných zemí. Různé státy v Latinské Americe se potýkaly s vlastními výzvami v období po získání nezávislosti, včetně otázky sociální dekolonizace.